# Lejanías
Lejanías é um município da Colômbia, localizado no departamento de Meta.